# EHC Visp
Der EHC Visp ist ein Schweizer Eishockeyclub aus Visp, dessen Profimannschaft unter Führung der EHC Visp Sport AG in der Swiss League spielt. Der grösste Erfolg des Clubs ist der Gewinn des Schweizer Meistertitels im Jahre 1962. Zudem holte man den Meistertitel 1960, 2011, 2014 und 2025 in der zweithöchsten Spielklasse. Der Club trägt seine Heimspiele in der Lonza Arena in Visp aus.

## Geschichte
Der Verein wurde 1941 gegründet, ist in der Saison 1959/60 in die Nationalliga A aufgestiegen und konnte sich dort über mehr als 10 Jahre etablieren. Der Höhepunkt des Vereinslebens war der Schweizer Meistertitel. Am 3. Februar 1962 siegte man damals gegen den HC Davos mit 3:0 – dieser Meistertitel wiederholte sich jedoch nicht.
Im Jahre 1964 wurde der EHC Visp Cup-Sieger.

### Neuzeit
Der Verein wurde 1988, 1990, 1997 und 1999 Gruppensieger in der 1. Liga und stieg 1999 in die NLB auf. In dieser zweithöchsten Spielklasse der Nationalliga erlangte man in den Jahren 2003, 2007 und 2010 den Vizemeistertitel.
2011 sicherte sich der EHC Visp nach 1960 seinen zweiten NLB-Meistertitel, indem man im Final den Lausanne HC mit 4:0 schlug. 2014 gewannen die Walliser erneut den Titel, zum zweiten Mal innert drei Jahren. Sie gewannen als Aussenseiter gegen den NLA-Absteiger SCL Tigers 4:3 in der Serie.
Zu Beginn der Saison 2013/14 wurde ein neues Club-Wappen präsentiert.
Seit 2001 besteht der EHC in Form einer Aktiengesellschaft, die den Spielbetrieb von 2 Mannschaften (ca. 50 aktive Spieler) organisiert und finanziert. Hatte die AG für die Saison 2009/10 noch mit einem Budget von 2'250'000 Franken geplant, so wurde für die Saison 2020/21 schon mit einem Budget von 5'500'000 Franken geplant. Für die Spielzeit 2021/22 betrug das Budget sechs Millionen Franken.
Die Nachwuchsabteilung ist in den Verein Young Lions ausgegliedert und unterhält insgesamt 12 Mannschaften (ca. 250 aktive Spielerinnen und Spieler), davon 1 Damen-, 1 Senioren- und 9 Nachwuchsteams. Ausserdem spielt der EHC Visp II unter dem Dach des Vereins.

## Gegenwart

### Saison 2006/07
Unter Cheftrainer Kevin Ryan gewann der EHC Visp einen grossen Teil der Heimspiele: Die Oberwalliser verloren lediglich ein Heimspiel nach 60 Minuten und zwei in der Verlängerung. Durch diese Heimstärke war der EHC Visp die ganze Saison an der Tabellenspitze anzutreffen. In der ersten Playoff-Runde traf der EHC auf den Kantonsrivalen HC Sierre-Anniviers. Nach einer Heimniederlage wurden die Sonnenstädter danach viermal in Serie besiegt. In den Halbfinals traf das Team auf die GCK Lions, diese hatten den Qualisieger SC Langenthal bezwungen. Die Visper gewannen auch diese Serie mit 4:1-Siegen. Somit stand der Final gegen den EHC Biel fest. Das Reglement erlaubte nun, sich noch mit Ausländern zu verstärken. Visp verpflichtete mit Derek Cormier und Lee Jinman zwei Spieler vom Rivalen aus Siders. Ari Vallin (finnischer Nationalspieler) komplettierte das Trio. In der Serie gegen Biel verlor die Mannschaft mit 2:4, der vierte Sieg gelang Biel in der Verlängerung.

### Saison 2007/08
Nach dem letztjährigen Finaleinzug und den guten Leistungen der Mannschaft verliessen einige namhafte Spieler und Trainer Kevin Ryan den Club, neuer Cheftrainer wurde John Fust, assistiert von Spielertrainer Terry Yake. Trotz den Abgängen konnte sich der EHCV am Anfang der Saison in der Spitzengruppe behaupten, diese Ausgangslage wurde von dem positiven Dopingbefund von Terry Yake überschattet. Die Mannschaft verlor zunehmend an Konstanz. Gegen Ende der Qualifikation wurde eine Siegesserie von acht Spielen erreicht, und somit näherte sich das Team wieder den ersten drei Plätzen der Tabelle. Diese gute Ausgangslage wurde nicht genutzt, und die Mannschaft wurde am letzten Spieltag vom HC Ajoie auf Platz fünf verdrängt. Topscorer des Teams war Greg Hogeboom mit 76 Punkten. In den Viertelfinals wurde im ersten Spiel auswärts das Break geschafft, man verlor dieses jedoch im zweiten Spiel wieder. In den restlichen Spielen gewann immer das Heimteam, und somit wurde die Serie vom HC Ajoie mit 4:3 gewonnen.

### Saison 2008/09
Mit zwei neuen Ausländern, Steve Brulé und Jason Guerriero, im Team verlief der Saisonstart durchzogen. Nach zehn Runden rangierte der EHC um den siebten Platz, und die beiden Ausländer standen bereits in der Kritik. Nach der Verletzung von Guerriero wurden temporär der überzählige Ausländer von SC Langenthal (Marco Charpentier) und der in Lausanne in Ungnade gefallene Cory Pecker verpflichtet. Pecker wurde danach auch von Lausanne HC definitiv übernommen. Zusätzlich wurde von den SCL Tigers der überzählige Stürmer Roman Botta verpflichtet. Diese Kadermutationen wirkten sich auch auf der Tabelle aus, nach und nach schoben sich die Oberwalliser immer weiter in Richtung Spitze. Nach Abschluss der Qualifikation und Zwischenrunde platzierte sich der EHC Visp auf dem zweiten Platz. Bei der Auswahl des Playoffgegners konnten die Visper als zweites Team wählen, und sie entschieden sich für den EHC Olten. In dieser Playoffserie spielte das Duo Brulé/Pecker gross auf und entschied die Serie fast im Alleingang (4:1 Siege). Nach den Solothurnern ging es im Halbfinal gegen den HC La Chaux-de-Fonds. Dabei erwiesen sich die Neuenburger für den EHC Visp als zu stark. Die Serie ging somit auch mit 4:0 Siegen an die «Chaux-de-Fonniers». Jedoch wurden alle Ziele der EHC Visp Sport AG erreicht mit der Klassierung in den Top 4 (Platz 2) und mit dem Erreichen des Playoff-Halbfinals.

### Saison 2009/10
Mit der Verpflichtung des Kanadiers Dominic Forget konnte Trainer John Fust sein Kader durch einen weiteren starken Stürmer ergänzen. Der EHC Visp startete erfolgreich in die Saison 2009/10 und setzte sich nach kurzer Zeit an die Spitze der Tabelle. Visp schloss die Qualifikation mit 95 Punkten auf dem ersten Platz ab. Mit 224 Treffern schoss der NLB-Qualifikationssieger mit Abstand am meisten Tore aller Teams. Fast die Hälfte davon gingen auf das Konto des Stürmerduos Forget/Pecker, die auch die Topscorer-Wertung der NLB nach der Vorrunde mit 105 beziehungsweise 101 Scorerpunkten anführten.
Trainer John Fust gab Anfang Januar seinen Wechsel zu den SCL Tigers aus Langnau nach Ende der Saison bekannt. Kurz darauf stellten die Klubverantwortlichen Réal Paiement als dessen Nachfolger vor. In den Playoff-Viertelfinals setzte sich Visp gegen Basel souverän mit 4:0 in der Serie durch. Im Halbfinal, gegen den Kantonsrivalen Siders, gewann Visp die ersten drei Spiele. Danach verlor das Team zweimal nach Verlängerung, konnte aber mit dem Gewinn des sechsten Spiels die Serie mit 4:2 für sich entscheiden. Mit dem Finaleinzug hatte Visp sein Saisonziel erreicht. Den Final verlor Visp gegen den HC Lausanne in der Serie mit 1:4, obwohl es das erste Spiel noch für sich entschied. Der EHC Visp wurde hinter den Waadtländern Vizemeister der Nationalliga B der Saison 2009/10.

### Saison 2010/11
Mit den Ausländern Dominic Forget und Steve Brulé und unter der Leitung von Réal Paiement spielte Visp in der Saison 2010/11 eine durchzogene Qualifikation. Im Oktober wurde Paiement aufgrund ungenügender Resultate freigestellt. Für ihn übernahm Michel Zeiter interimistisch als Spielertrainer, im Dezember kam der Kanadier Bob Mongrain an die Bande. Das Team belegte den 6. Schlussrang in der Qualifikation. Nachdem Visp den SC Langenthal mit 4:2 im Viertelfinal und HC La Chaux-de-Fonds im Halbfinal mit 4:3 eliminiert hatte, schlug es den Ligakrösus und Aufstiegskandidaten HC Lausanne glatt mit 4:0 Siegen. So konnte man den zweiten NLB-Meistertitel nach 1960 feiern.
In den Spielen um den Aufstieg unterlag der EHC Visp gegen den HC Ambrì-Piotta 1:4.

### Saison 2011/12
Der Trainer hiess auch 2011/12 Bob Mongrain. Zu Dominic Forget gesellte sich ein weiterer Kanadier, Alexandre Tremblay. In der Qualifikation erreichte Visp den 4. Platz. Mit einem 4:1 im Viertelfinal der Playoffs über den EHC Olten sicherte sich Visp den Einzug in den Halbfinal, den man gegen HC Lausanne allerdings 0:4 verlor.

### Saison 2012/13
Forget und Tremblay bildeten auch zu Beginn der neuen Saison das Ausländerduo. Der als Spieler zurückgetretene Michel Zeiter löste Bob Mongrain an der Bande ab. Im Dezember wurde Tremblays Vertrag aufgelöst, und an seiner Stelle kam Domenico Pittis bis zum Saisonende. Die Qualifikation beendete Visp als Fünfter. In den Playoffs schied man bereits im Viertelfinal mit 1:4 gegen HC Lausanne aus.

### Saison 2013/14
Mit der Verpflichtung des ehemaligen russischen NHL-Profis, Stanleycup-Siegers, Olympiasiegers und U20-Junioren-Weltmeisters Alexei Kowaljow gelang dem EHC Visp ein Sensationstransfer.
Der Start in die Saison misslang gründlich, zeitweilig rangierten die Oberwalliser sogar auf dem letzten Tabellenplatz. Der Club zog die Reissleine und besetzte mit Kim Collins den Trainerposten neu. Der langjährige Spieler Forget musste ebenfalls den Verein verlassen, er wurde durch James Desmarais ersetzt. Visp erholte sich und schloss die Qualifikation auf dem fünften Platz ab. Das Team konnte sich in den Playoffs steigern. Kowaljow und Desmarais schossen Visp praktisch im Alleingang gegen HC Red Ice (4:0) in den Halbfinal. Dort bezwangen sie den SC Langenthal mit 4:3. Der EHC Visp stieg als Aussenseiter in den Final und setzte sich in einer hart umkämpften Serie gegen die SCL Tigers mit 4:3 durch. In den Liga-Aufstiegsspielen unterlag man dem EHC Biel mit 1:4.

### Saison 2015/16
Der EHC Visp beendete die Qualifikation der Saison 2015/16 auf dem sechsten Rang. Im Viertelfinal musste sich die Mannschaft dem EHC Olten mit 3:4-Niederlagen in der Best-of-7-Serie geschlagen geben.

### Saison 2016/17
Unter der Leitung von Trainer John Fust wurde die Qualifikation als Tabellensiebter beendet. Das Saison-Aus ereilte die Visper im Playoff-Viertelfinal gegen den HC La Chaux-de-Fonds mit 1:4-Siegen. Anschliessend wurde der auslaufende Vertrag von Fust nicht verlängert, Sportchef Alex Kowalew musste zudem sein Amt abgeben.

### Saison 2017/18
Im April 2017 wurde der Finne Matti Alatalo als neuer Cheftrainer verpflichtet. Das Team beendete die Qualifikation auf dem siebten Rang. Der EHC Visp schied im Viertelfinal gegen den SC Langenthal mit 2:4-Siegen aus.

### Saison 2018/19
Cheftrainer Matti Alatalo blieb während der ganzen Saison beim EHC Visp im Amt. Die Qualifikation schloss man auf dem sechsten Platz ab. Im Playoff-Viertelfinal traf Visp auf den EHC Olten und schied mit 0:4 in der Serie aus.

### Saison 2019/20
Der EHC Visp startete mit dem Cheftrainer Matti Alatalo in die neue Saison. Da sich die beiden Ausländer Troy Josephs und Mark van Guilder in der Testphase verletzten, wurde als Ersatz der Finne Michael Keränen verpflichtet.
Der EHC schloss die Qualifikation auf dem vierten Platz ab und sicherte sich somit den Heimvorteil in den Playoff-Viertelfinals gegen den HC Thurgau. Visp entschied die Serie gegen Thurgau mit 4:1 für sich und zog erstmals seit 2014 wieder in den Halbfinal gegen den HC Ajoie ein. Die Playoffs wurden jedoch vor den Halbfinals aufgrund der Coronavirus-Epidemie abgebrochen.

### Saison 2020/21
Im Juni verpflichtete der EHC Visp Melvin Merola vom HC Thurgau. Ende Oktober 2020 wurde nach mehreren Niederlagen der Trainer Matti Alatalo entlassen, der Sportchef Bruno Aegerter übernahm interim. Im Januar 2021 übernahm Yves Sarault das Team als Trainer.
Visp schloss die Qualifikation auf dem 7. Platz ab und trat in den Pre-Playoffs gegen die Ticino Rockets an. Durch einen 2:0-Sieg in der Serie traf der EHC in den Playoffs auf den HC Ajoie. Diese Serie verlor er mit 0:4. Kurz vor Ende der Saison gab Sandro Wiedmer nach 13 Saisons bei Visp seinen Rücktritt bekannt und auch Fernando Heynen, der 17 Saisons für die Löwen aufgelaufen war. Zudem wurden Raphaël Kuonen von den SCL Tigers und Evgenï Chiriaev vom EHC Olten für die nächste Saison verpflichtet.

### Saison 2021/22
Im Mai 2021 wurde bekannt, dass der Schwede Linus Klasen verpflichtet und mit einem Zweijahresvertrag ausgestattet wurde. Zudem wurde auch Klasens Teamkollege Niklas Olausson verpflichtet.
Als neuer Trainer wurde Per Hånberg vorgestellt, der mit dem EHC Kloten in der Vorsaison den Final erreicht hatte.
Nach einer Niederlagenserie im Dezember 2021 wurden Cheftrainer Hånberg und Co-Trainer Björn Lidström gefeuert, zudem legte auch Sportchef Bruno Aegerter sein Amt nieder.
Die Qualifikation schloss der EHC Visp auf dem 6. Platz ab und schied im Playoff-Viertelfinal mit 2:4 in der Serie gegen den HC La Chaux-de-Fonds aus.

### Saison 2022/23
Die Qualifikation schlossen die Walliser auf dem 4. Platz ab und trafen im Playoff-Viertelfinal auf den HC Thurgau. Diese Serie verloren sie mit 2:4 und schieden erneut im Viertelfinal aus. Zudem wurde der Kanadier Garry Nunn vom EHC Olten sowie der Nationaltrainer von Dänemark, Heinz Ehlers, als Cheftrainer für die nächsten beiden Saisons verpflichtet.

### Saison 2023/24
Nachdem die Erwartungen nochmals grösser waren als die letzten Jahre, fand auch ein Heinz Ehlers kein Rezept, den EHC Visp weiterzubringen. Ausserdem startete man die Saison ohne Sportchef. Der katastrophale Saisonstart führte dazu, dass man bis zum letzten Meisterschaftsspiel um die Playoffs zittern musste. Die Qualifikation schloss Visp auf dem 7. Platz ab und traf im Playoff-Viertelfinal auf den EHC Basel. Diese Viertelfinal-Serie wurde mit 4:2 gewonnen, sodass Visp nach zehn Jahren erstmals wieder in den Halbfinal einzog. Im Halbfinal traf das Team auf Qualifikationssieger HC La Chaux-de-Fonds und verlor diese Serie mit 0:4.

### Saison 2024/25
In der zweiten Saison mit Trainer Heinz Ehlers konnten die Visper nach den ersten sechs Spielen mit 13 Punkten den zweiten Rang beanspruchen und seit langem einmal wieder von einem erfolgreichen Saisonstart sprechen. Der Rest der Saison verlief weder ausgesprochen gut noch schlecht, wodurch man die restliche Qualifikation mal auf Rang fünf und Rang vier stand. Allerdings immer vor oder hinter dem Kantonsrivalen HC Sierre. Der EHC Visp schloss die Qualifikation auf dem 4. Platz ab und sicherte sich das Heimrecht fürs Playoff-Viertelfinal-Derby gegen den HC Sierre. Dieses entschieden die Visper souverän mit 4:1 für sich. Im Halbfinal gewannen die Walliser mit 4:0-Siegen gegen den HC Thurgau und zogen nach elf Jahren wieder in den Final ein. Auch der Final endete siegreich für Visp: Gegen den Qualifikationssieger EHC Basel wurde die Serie mit 4:1 gewonnen und somit der Meistertitel in der Swiss League gewonnen. Ausserdem konnte man den Rekordträger SC Langenthal (12 Siege und 3 Niederlagen) ,mit 12 Siegen und nur 2 Niederlagen, ablösen. In der Ligaqualifikation spielte Visp gegen den HC Ajoie um den Aufstieg in die National League. In dieser unterlagen die Walliser mit 1:4. Einen grossen Anteil während den Playoffs hatten ausserdem die beiden Importspieler Adam Brodecki (14 Punkte - MVP Playoffs), Jacob Nilsson (10 Punkte) und der Verteidiger Daniel Eigenmann (10 Punkte). Mit den Importspielern wurde ausserdem um je ein Jahr verlängert.

## Mannschaft

### Kader der Saison 2025/26
| Nr.         | Nationalität | Spieler                 | Position | Geburtsdatum       | Im Team seit | Geburtsort                |
| Torhüter    | Torhüter     | Torhüter                | Torhüter | Torhüter           | Torhüter     | Torhüter                  |
| ----------- | ------------ | ----------------------- | -------- | ------------------ | ------------ | ------------------------- |
| 25          | Schweiz      | Gabriel Rieder          | G        | 10. November 2006  | 2024         | -                         |
| 30          | Finnland     | Juho Markkanen          | G        | 6. April 2002      | 2025         | Edmonton, Alberta, Kanada |
| 80          | Schweiz      | Erik Liljequist         | G        | 2. August 2006     | 2025         | Barcelona, Spanien        |
| Verteidiger |              |                         |          |                    |              |                           |
| 5           | Schweiz      | Angel Anthony Lovecchio | D        | 18. Oktober 2004   | 2025         | Lugano, Tessin            |
| 14          | Schweiz      | Colin Gerber            | D        | 14. März 1998      | 2025         | -                         |
| 33          | Schweiz      | Marco Forrer            | D        | 18. Juli 1996      | 2024         | Steckborn                 |
| 38          | Schweiz      | Oliver Heinen           | D        | 31. Mai 2000       | 2023         | Eyholz                    |
| 45          | Schweiz      | Jorden Gähler           | D        | 11. März 1993      | 2022         | Urnäsch                   |
| 64          | Schweiz      | Daniel Eigenmann        | D        | 1. Februar 1992    | 2022         | Uzwil                     |
| 77          | Schweiz      | Darren Boss             | D        | 9. Februar 2004    | 2025         | -                         |
| Stürmer     |              |                         |          |                    |              |                           |
| 8           | Schweiz      | Joël Marchon            | LW       | 7. Februar 2003    | 2025         | Zug                       |
| 10          | Schweiz      | Yannick Brüschweiler    | C / LW   | 29. August 1999    | 2023         | -                         |
| 11          | Schweiz      | Vincent Ryser           | F        | 13. Februar 2002   | 2024         | -                         |
| 12          | Schweiz      | Andy Ritz               | C / RW   | 12. Februar 1996   | 2016         | Visp                      |
| 13          | Schweiz      | Noah Fuss               | RW / LW  | 14. September 2002 | LOAN         | -                         |
| 18          | Schweiz      | Alessandro Lurati       | C / LW   | 23. Juni 2004      | 2024         | Sorengo, Tessin           |
| 21          | Schweiz      | Lenn Zehnder            | LW       | 15. März 2005      | 2025         | -                         |
| 22          | Schweden     | Adam Brodecki (E)       | RW / LW  | 22. Februar 1995   | 2024         | Stockholm, Schweden       |
| 24          | Schweiz      | Nico Lehmann            | C / W    | 4. März 2001       | 2025         | Lauperswil                |
| 36          | Schweiz      | Sander Jansen           | F / D    | 23. September 2004 | 2024         | Visp                      |
| 55          | Schweiz      | Dario Burgener          | LW       | 17. April 1996     | 2015         | Termen                    |
| 67          | Schweden     | Jacob Nilsson (E)       | C / LW   | 12. Oktober 1993   | 2023         | Stockholm, Schweden       |
| 71          | Schweiz      | Simon Wüest             | C / W    | 2. Mai 2000        | 2022         | Fischingen                |
| 85          | Schweiz      | Sandro Forrer           | RW / LW  | 6. November 1997   | 2024         | Steckborn                 |
| 98          | Schweiz      | Robin Perren            | RW       | 3. Dezember 2005   | 2023         | Visp                      |

## Trainerstab
| Name                | Funktion         | Nationalität | Geburtstag        |
| ------------------- | ---------------- | ------------ | ----------------- |
| Luca Gianinazzi     | Cheftrainer      | Schweiz      | 1. Januar 1993    |
| Kevin Hecquefeuille | Assistenztrainer | Frankreich   | 20. November 1984 |
| Tamás Fodor         | Assistenztrainer | .            | 11. Mai 1998      |
| Alexander Zalewsky  | Goalietrainer    | ./ .         | 19. März 1988     |

## Frauen
Die Fraueneishockey-Abteilung wurde am 19. November 1995 als eigenständiges Mitglied der EHC-Visp-Familie gegründet. Trainiert wurde zunächst einmal wöchentlich unter Führung von Peter Baldinger. Ab 1997/98 nahm das Team vor allem an Nachwuchsturnieren teil. Zur Saison 1998/99 nahm es erstmals an der schweizerischen Eishockeymeisterschaft teil und belegte unter Trainer Christian Lowiner in der NLC-Gruppe den siebten Platz. In den folgenden Spieljahren etablierte sich die Mannschaft in der LKC, ehe 2005 der Aufstieg in die Leistungsklasse B gelang. 2008 erreichte der EHC Visp im Rahmen einer Liga-Aufstockung den Aufstieg in die Leistungsklasse A.

## Fans
Der EHC Visp kann seit je auf eine treue Anhängerschaft zählen. Er gehört seit vielen Jahren zu den drei NLB-Clubs mit dem höchsten Zuschaueraufmarsch. Im Schnitt besuchen mehr als 3500 Fans die Spiele. Die Verkäufe der Saisonabonnements steigen seit Jahren kontinuierlich, in der Saison 2013/14 hat man mit über 2200 Stück einen neuen Rekord gebrochen. Nach dem Konkurs des Kantonsrivalen HC Sierre besuchen vermehrt auch Zuschauer aus dem französischsprachigen Kantonsteil die Spiele der Visper. Der Club wird von den beiden Fanklubs Litterna Lions (2011) und Red Fanatics Visp (2023) während der Spiele lautstark unterstützt. Neben Unternehmen aus dem gesamten Oberwallis konnte der Club in den letzten Jahren auch Sponsoren aus dem Unterwallis gewinnen. Die Durchsagen des Stadionspeakers erfolgen auf Deutsch, Französisch und Italienisch.

## Spielstätte
Eng verknüpft mit der Geschichte des EHC Visp ist auch die Litterna-Halle, in welcher der EHC Visp seine Heimspiele bis 2019 austrug. Eine erste Eisbahn mit Tribünen wurde 1956 eröffnet. Im Jahre 1978 fand das letzte Spiel des EHC Visp auf dem Eisfeld unter freiem Himmel statt. Seither wird in der im Jahre 1979 erbauten Litterna-Halle gespielt. Die Eishalle, die mitten in einem Wohnquartier steht, beherbergt auch ein kleines Bistro und bietet 4300 Zuschauern Platz. Daneben befindet sich eine weitere kleinere Eishalle, die der Curlingverein nutzt.
In der eisfreien Zeit wird die Litterna-Halle auch für diverse Ausstellungen oder kulturelle Anlässe, wie zum Beispiel Konzerte, genutzt.
Weit fortgeschritten ist ein Neubau-Projekt einer multifunktionalen Eishalle an einem neuen Standort auf dem Gemeindegebiet. Je nach Finanzlage wird als Alternative auch eine umfassende Sanierung der bestehenden Litterna-Halle ins Auge gefasst.
Am 23. August 2019 fand in der 40 Jahre alten Litterna-Halle das letzte Spiel gegen den Kantonsrivalen HC Siders Annivers statt, welches der EHC Visp mit 1:0 gewann. Am 6. September 2019 wurde die neue Lonza Arena eingeweiht.

## Bekannte ehemalige Spieler
- Linus Klasen
- Jake Virtanen
- Alexei Kowaljow
- Steve Brulé
- Dave Gardner
- Nico Hischier
- Luca Hischier
- Stefan Ketola
- Pekka Marjamäki
- Jorma Peltonen
- Ari Valin
- / Anthony Iob
- Richard Laplante
- Gaston Furrer
- Aldo Zenhäusern
- Terry Yake
- Kevin Primeau
- Chris Helland
- Jim Campbell
- Brad DeFauw
- Domenico Pittis
- Walter Salzmann[19]